# Eisstadion Davos
Pour l'ancienne patinoire, voir Eisstadion Davos (ancien).
 (mars 2020).
Si vous disposez d'ouvrages ou d'articles de référence ou si vous connaissez des sites web de qualité traitant du thème abordé ici, merci de compléter l'article en donnant les références utiles à sa vérifiabilité et en les liant à la section « Notes et références ».
La zondacrypto-Arena, anciennement Eisstadion Davos, est la patinoire du club de hockey sur glace du HC Davos. Elle est située à Davos en Suisse.

## Histoire
L'ancienne patinoire de Davos, patinoire en plein air construite en 1921, fut rénovée à plusieurs reprises jusqu'en 1970. Après la descente du HC Davos en Ligue nationale B en 1969, le projet de construction d'un toit fut abandonné.
En 1979, pour la remontée du club en Ligue nationale A, la ville construit une nouvelle patinoire, sur le lieu même de l'ancienne, patinoire nommée Eisstadion Davos. La nouvelle patinoire était couverte, mais les côtés ne furent fermés qu'en 1981 par de grandes baies vitrées.
En 1998, les places debout de la tribune Ouest furent transformées en places assises. La capacité était alors de 7 680 places. En 2005, la tribune Nord fut reconstruite avec un restaurant et des loges et la capacité fut réduite de 7680 à 7 080 places.
En 2007, la société Vaillant a offert environ trois millions de francs suisses pour que l'enceinte porte son nom. Le contrat est prolongé plusieurs fois et arrive à terme définitif en 2018. Elle s'appelle Eisstadion Davos dès lors et jusqu'en 2025. Cette année marque l'arrivée en janvier des cryptomonnaies dans les montagnes grisonnes : place à la zondacrypto-Arena
La Coupe Spengler, organisée par le HC Davos, s'y déroule tous les ans.
La patinoire naturelle située à côté du stade fut utilisée jusqu'en 1997 pour de nombreuses compétitions internationales de patinage de vitesse. Plusieurs records du monde y ont été battus. Elle est encore utilisée aujourd'hui pour les championnats de Suisse de patinage de vitesse.

### Événements
- Coupe Spengler : depuis 1979

## Photographies

Image de la Vaillant Arena
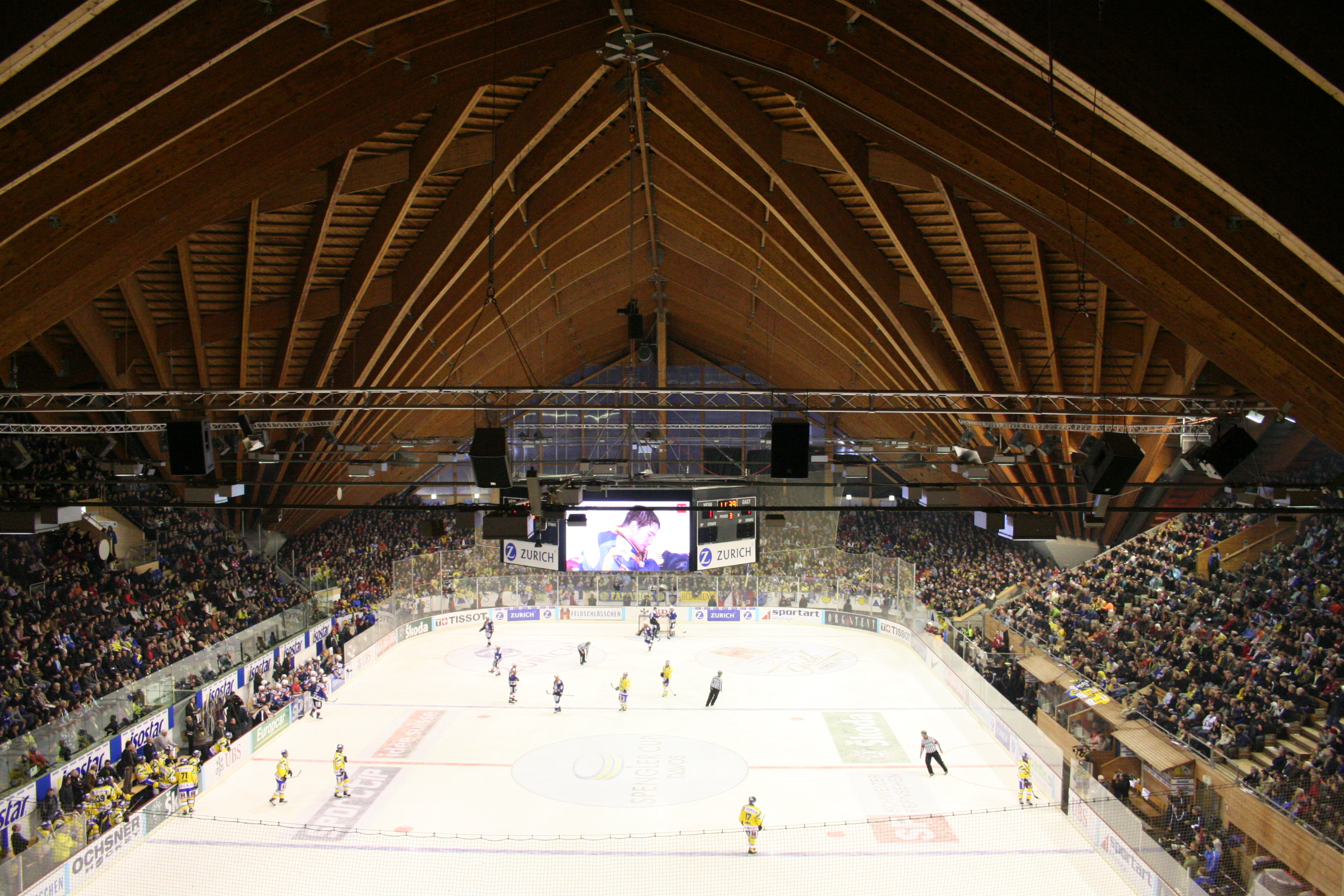
Vue intérieure
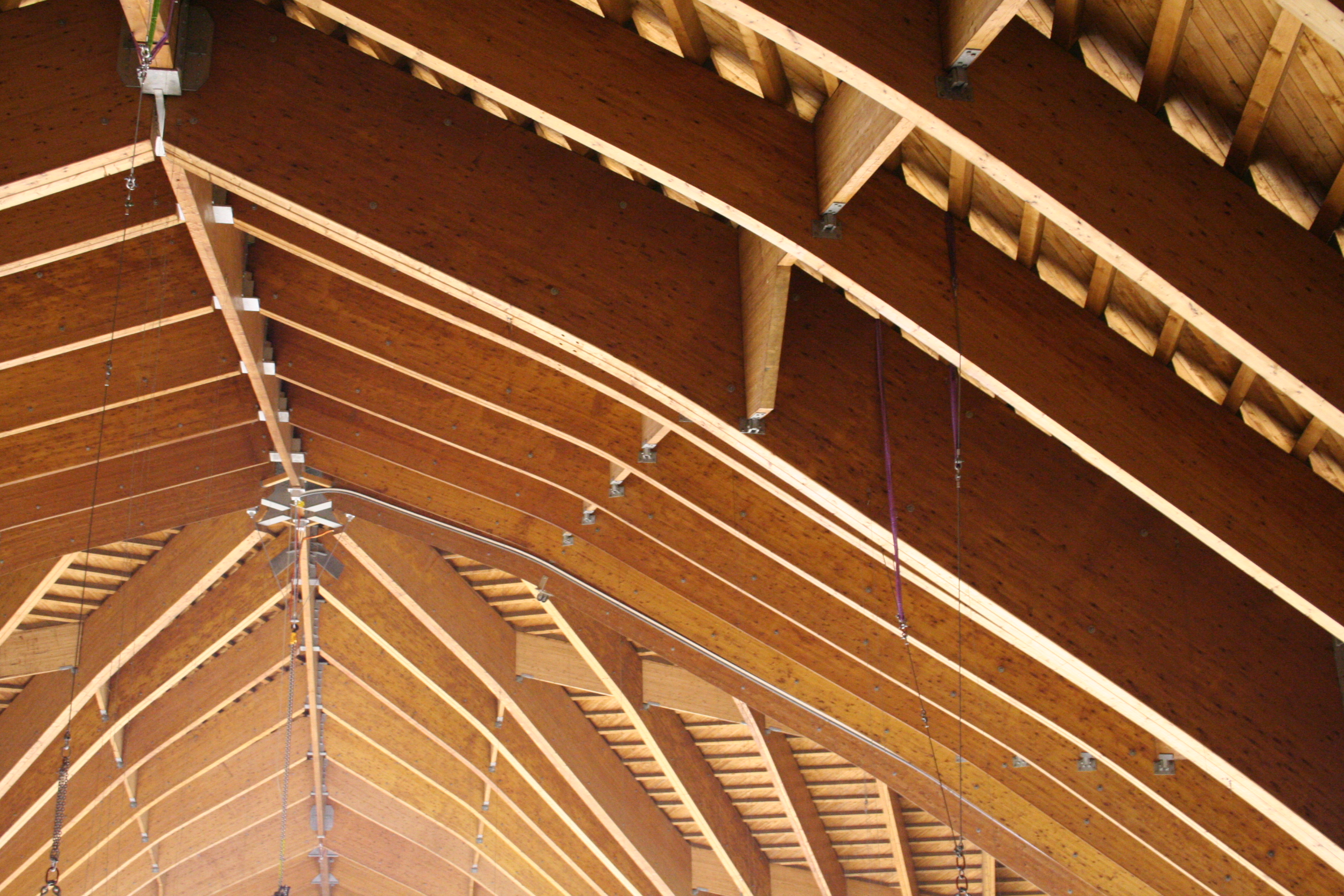
Construction du toit
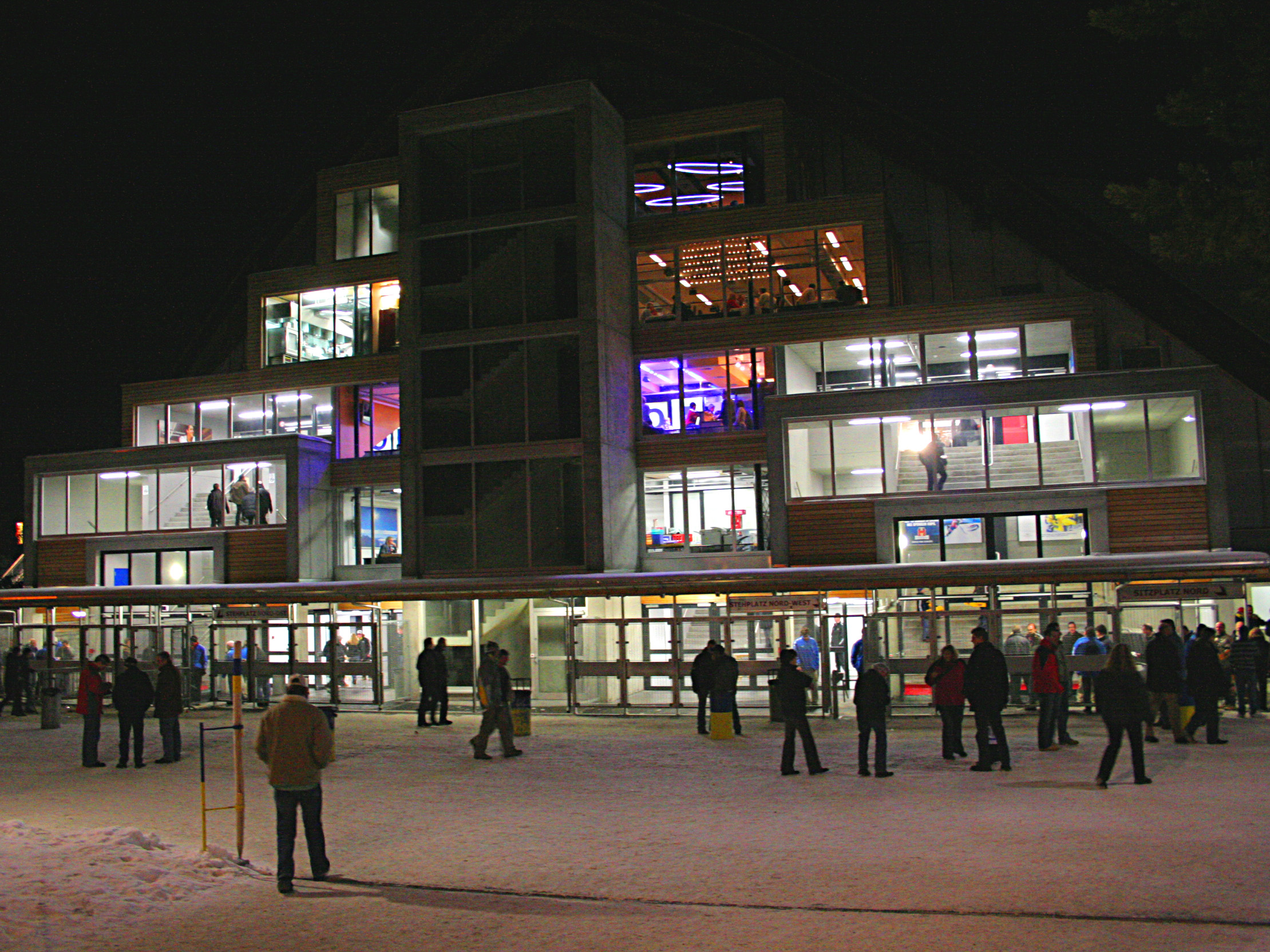
Vue extérieure
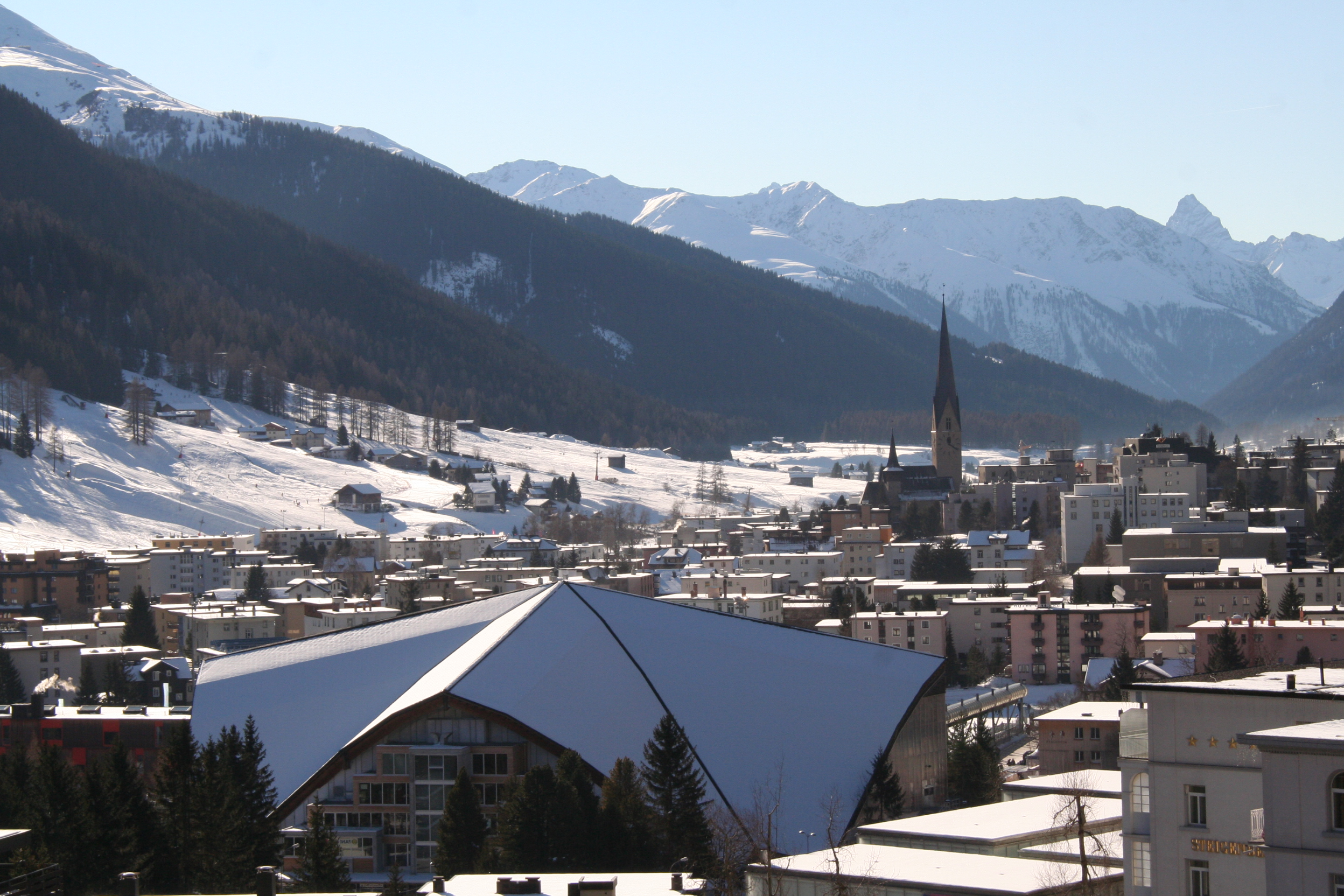
Eisstadion Davos